# Pavlovce (Vranov nad Topľou)
Pavlovce es un municipio del distrito de Vranov nad Topľou en la región de Prešov, Eslovaquia, con una población estimada a final del año 2024 de 836 habitantes.
Se encuentra ubicado en el centro-sur de la región, cerca del río Topľa (cuenca hidrográfica del río Tisza) y de la frontera con la región de Košice.

## Demografía
| Año        | 1994 | 2004     | 2014    | 2024    |
| ---------- | ---- | -------- | ------- | ------- |
| Población  | 625  | 716      | 762     | 836     |
| Diferencia |      | +14,56 % | +6,42 % | +9,71 % |

| Año        | 2023 | 2024    |
| ---------- | ---- | ------- |
| Población  | 837  | 836     |
| Diferencia |      | −0,11 % |